# الغنانمة (تمصلوحت)
الغنانمة هي إحدى مشيخات المملكة المغربية، تتبع جغرافيا لإقليم الحوز وإداريًا لتمصلوحت. يقدر عدد سكانها بـ 4578 نسمة حسب الإحصاء الرسمي للسكان والسكنى لسنة 2004.